# Cervasca
Cervasca är en ort och kommun i provinsen Cuneo i regionen Piemonte i Italien. Kommunen hade 5 134 invånare (2018).